# Azerbaïdjan au Concours Eurovision de la chanson 2024
L'Azerbaïdjan est l'un des trente-sept pays participants du Concours Eurovision de la chanson 2024, qui se déroule à Malmö en Suède. Le pays est représenté par le chanteur Fahree, sélectionné en interne par le diffuseur azerbaïdjanais İTV. Le pays ne parvient pas à se qualifier pour la finale, terminant à la 14e position de sa demi-finale avec 11 points.

## Sélection interne
Le 14 juillet 2023, le diffuseur azerbaïdjanais İTV confirme sa participation à l'Eurovision 2024 et annonce dans la foulée que  la sélection du représentant se fait de nouveau par une sélection interne. Après cette annonce, la période de soumission des candidatures s'ouvre pour les artistes et auteurs-compositeurs intéressés et dure jusqu'au 30 septembre 2023. Les chansons peuvent être soumises dans n'importe quelle langue et leurs auteurs ne sont pas obligés d'être des ressortissants azerbaïdjanais. Au terme de cette période, 214 soumissions de chansons sont reçues par İTV dont 88 d'artistes azerbaïdjanais.
La sélection interne se déroule en deux étapes : la première débute le 20 octobre 2023 avec la sélection de 15 artistes, retenus parmi les 214 candidatures reçues, et qui passent, le 29 octobre 2023 une audition à Bakou au cours de laquelle ils sont jugés par un jury,. Le jury se compose d'Aysel Teymurzadeh (représentante azerbaïdjanaise en 2009), d'Ell et Nikki (gagnants de l'Eurovision 2011),, des compositeurs Faïk Soudjaddinov et Vagif Gerayzadeh, du directeur artistique Ranar Musayev et du producteur de musique DJ Fateh. Le 6 novembre 2023, le jury annonce les six artistes qui ont réussi l'audition et qui sont sélectionnés pour la deuxième étape. La deuxième étape consiste en des consultations avec des groupes de discussion composés de fans de l'Eurovision, de journalistes et de professionnels de la musiquequi doivent sélectionner le représentant.
- Qualifié pour le second tour

| Artistes                                     |
| -------------------------------------------- |
| Aisel                                        |
| Alekser                                      |
| Amrah Musayev                                |
| Edgar Ravin                                  |
| Emy Lia                                      |
| Fahree                                       |
| İlkin Dövlətov, Mila Miles and Etibar Əsədli |
| Lexa                                         |
| Mari                                         |
| Qorqud                                       |
| Rahib Mirzoev and Tofig Yadigar              |
| Rilaya                                       |
| Sabina Beyli                                 |
| Sabina Guluzadeh                             |
| Tofig Hajiyev et Jamal Gurbanov              |

| Artiste                                      | Titre         |
| -------------------------------------------- | ------------- |
| Fahree                                       | Non connu     |
| Emy Lia                                      | Non connu     |
| Aisel                                        | Game of Chess |
| İlkin Dövlətov, Mila Miles and Etibar Əsədli | Insalar       |
| Qorqud                                       | Non connu     |
| Sabina Guluzadeh                             | Non connu     |

Le 7 mars 2024, Fahree est annoncé comme gagnant de cette sélection interne et est sélectionné pour représenter l'Azerbaïdjan à l'Eurovision 2024. Son titre, encore inconnu, doit être révélé dans les prochains jours.

## À l'Eurovision
À l'Eurovision, l'Azerbaïdjan participe à la première demi-finale le 7 mai 2024. Y terminant 14e avec 11 points, le pays échoue à se qualifier en finale.